# (7821) 1991 AC
(7821) 1991 AC est un astéroïde de la ceinture principale de 6,3 km de diamètre découvert en 1991.

## Description
(7821) 1991 AC a été découvert le 8 janvier 1991 à la station des Monts Yatsugatake au Japon par Yoshio Kushida et Osamu Muramatsu.

### Caractéristiques orbitales
L'orbite de cet astéroïde est caractérisée par un demi-grand axe de 2,89 UA, un périhélie de 2,84 UA, une excentricité de 0,02 et une inclinaison de 2,88° par rapport à l'écliptique. Du fait de ces caractéristiques, à savoir un demi-grand axe compris entre 2 et 3,2 UA et un périhélie supérieur à 1,666 UA, il est classé, selon la JPL Small-Body Database, comme objet de la ceinture principale.

### Caractéristiques physiques
(7821) 1991 AC a une magnitude absolue (H) de 12,9 et un albédo estimé à 0,266, ce qui permet de calculer un diamètre de 6,3 km.